# (33944) 2000 MA
2000 MA (asteroide 33944) é um asteroide da cintura principal. Possui uma excentricidade de 0.22655300 e uma inclinação de 6.47914º.
Este asteroide foi descoberto no dia 16 de junho de 2000 por Paulo R. Holvorcem em Valinhos.